# 康健民 (少将)
康健民（1916年—1977年），原名康廷文，曾名康天民，甘肃榆中人，中华人民共和国政治人物、中国人民解放军少将。

## 生平
康健民是甘肃省榆中县符川镇回回沟村人。早年参加中国工农红军陕甘游击总队。1935年，任红十五军骑兵团团长。1939年，任八路军留守兵团骑兵团团长、政委。1941年，任陕甘宁边区保安司令部骑兵团团长兼政委。1942年，任陕甘宁晋绥联防军骑兵旅旅长。后兼任绥中军分区司令员。1949年，任第一野战军第一骑兵师师长。此后担任中国人民解放军第三十六军政委，1951年率部参加朝鲜战争，1955年授少将军衔。1962年，任兰州军区副司令员。1968年，任宁夏回族自治区革委会主任。1971年，任中共宁夏回族自治区党委第一书记。